# Masdevallia venatoria
Masdevallia venatoria är en orkidéart som beskrevs av Carlyle August Luer och Malo. Masdevallia venatoria ingår i släktet Masdevallia och familjen orkidéer. Inga underarter finns listade i Catalogue of Life.